# Przestrzeń Sobolewa
Przestrzeń Sobolewa – przestrzeń Banacha funkcji będących elementami przestrzeni Lp, których słabe pochodne (ustalonego rzędu) istnieją i również należą do Lp. Przestrzenie Sobolewa są stosowane w teorii równań różniczkowych cząstkowych i rachunku wariacyjnym.

## Konstrukcja
Niech {\displaystyle m} i {\displaystyle n} będą ustalonymi liczbami naturalnymi, {\displaystyle p} będzie liczbą z przedziału {\displaystyle [1,\infty ]} oraz {\displaystyle \Omega } będzie otwartym podzbiorem {\displaystyle \mathbb {R} ^{n}.} Przestrzenią Sobolewa {\displaystyle W^{m,p}(\Omega )} nazywa się przestrzeń wszystkich tych funkcji {\displaystyle u\in L^{p}(\Omega ),} dla których {\displaystyle D^{\alpha }u\in L^{p}(\Omega ),} gdzie {\displaystyle \alpha =(\alpha _{1},\dots ,\alpha _{n})\in \mathbb {N} ^{n}} jest wielowskaźnikiem spełniającym warunek
{\displaystyle |\alpha |=\alpha _{1}+\dots +\alpha _{n}\leqslant m,}
oraz symbol {\displaystyle D^{\alpha }u} oznacza słabą pochodną funkcji {\displaystyle u} rzędu {\displaystyle \alpha .}
Przestrzeń {\displaystyle W^{m,p}(\Omega )} jest przestrzenią Banacha z normą daną wzorem
{\displaystyle \|u\|_{W^{m,p}}=(\sum _{|\alpha |\leqslant m}\|D^{\alpha }u\|_{L^{p}}^{p})^{\frac {1}{p}},}
w przypadku {\displaystyle 1\leqslant p<\infty } oraz:
{\displaystyle \|u\|_{W^{m,p}}=\sum _{|\alpha |\leqslant m}\|D^{\alpha }u\|_{L^{\infty }}}
w przypadku {\displaystyle p=\infty .}

## Własności
- {\displaystyle W^{0,p}(\Omega )=L^{p}(\Omega ).}
- Przestrzeń {\displaystyle H^{m}(\Omega ):=W^{m,2}(\Omega )} jest przestrzenią Hilberta z iloczynem skalarnym danym wzorem

{\displaystyle \langle u,v\rangle _{H^{m}}=\sum _{|\alpha |\leqslant m}\langle D^{\alpha }u,D^{\alpha }v\rangle _{L^{2}}.}

## Przestrzenie sprzężone do przestrzeni Sobolewa
Przestrzeń sprzężona do przestrzeni Sobolewa {\displaystyle W^{m,p}(\Omega )} dla {\displaystyle 1\leqslant p<\infty } jest izometrycznie izomorficzna z pewną podprzestrzenią przestrzeni dystrybucji na {\displaystyle \Omega } (podprzestrzeń ta jest wyposażona w normę związaną z normą w przestrzeni Sobolewa – przestrzeń dystrybucji nie jest przestrzenią normowalną).
Niech {\displaystyle N} oznacza liczbę wszystkich wielowskaźników o długości (sumie) nie większej od {\displaystyle m,} tzn.
{\displaystyle N=\sum _{1\leqslant |\alpha |\leqslant m}\ 1,}
oraz {\displaystyle L_{N}^{p}=L^{p}(\Omega )\times \ldots \times L^{p}(\Omega ).} Przestrzeń {\displaystyle L_{N}^{p}} jest przestrzenią Banacha z normą
{\displaystyle \|(u_{1},\dots ,u_{N})\|=\left(\sum _{j=1}^{N}(\|u_{j}\|_{L^{p}})^{p}\right)^{\frac {1}{p}}.}
Przestrzeń sprzężona {\displaystyle (W^{m,p}(\Omega ))^{*}} jest izometrycznie izomorficzna z przestrzenią złożoną z tych dystrybucji {\displaystyle T} na {\displaystyle \Omega ,} dla których
{\displaystyle T=\sum _{1\leqslant |\alpha |\leqslant m}\ (-1)^{|\alpha |}D^{\alpha }T_{v_{\alpha }},}
dla pewnego {\displaystyle v=(v_{\alpha })_{1\leqslant |\alpha |\leqslant m}\in L_{N}^{q}} oraz {\displaystyle q} jest wykładnikiem sprzężonym do {\displaystyle p.} Ponadto,
{\displaystyle \|T\|_{Y}=\inf \|v\|_{L_{N}^{q}},}
gdzie kres brany jest po wszystkich {\displaystyle v\in L_{N}^{q},} dla których {\displaystyle T} można przedstawić w powyższej postaci.
Istnieje inny sposób charakteryzacji przestrzeni {\displaystyle (W^{m,p}(\Omega ))^{*}} dla {\displaystyle 1\leqslant p<\infty {:}} Przestrzeń {\displaystyle (W^{m,p}(\Omega ))^{*}} można utożsamiać z uzupełnieniem przestrzeni
{\displaystyle L^{q}(\Omega ):=L_{\sim }^{q}}
wyposażonej w normę
{\displaystyle \|v\|_{L_{\sim }^{q}}=\sup\{\langle u,v\rangle \colon \,u\in W^{m,p}(\Omega ),\|u\|_{W^{m,p}(\Omega )}\leqslant 1\},}
tzn.
{\displaystyle (W^{m,p}(\Omega ))^{*}={\overline {L_{\sim }^{q}}}}
gdzie {\displaystyle q} jest wykładnikiem sprzężonym do {\displaystyle p.}